# Turkisk-armeniska kriget
Turkisk-armeniska kriget var en del av ett gemensamt anfall av turkiska nationalister och ryska bolsjeviker september–oktober 1920 mot den nybildade Demokratiska republiken Armenien. Mustafa Kemal Atatürks turkisk-nationalistiska arméer, som till stor del finansierades och beväpnades av Ryska SFSR, tog 1921, enligt avtal med Moskvaregeringen, i besittning de västra delarna av Armenien som tillerkänts Turkiet i freden i Brest-Litovsk 1918.  Armenien förlorade därmed över halva sitt territorium. 
Den turkiska militära segern följdes av en sovjetrysk ockupation och sovjetisering i resten av Armenien med det efterföljande skapandet av Armeniska SSR. 